# 158913 Kreider
158913 Kreider è un asteroide della fascia principale. Scoperto nel 2004, presenta un'orbita caratterizzata da un semiasse maggiore pari a 3,1036888 UA e da un'eccentricità di 0,2156073, inclinata di 17,19565° rispetto all'eclittica.